# 宗像正氏
宗像正氏（1500年－1547年）是日本戰國時代武將。大內氏家臣、宗像大社的大宮司。別名是黑川隆尚。

## 生平
出生年有1500年、1512年等諸多説法。1508年，當時的宗像神社大宮司宗像興氏把家督之位讓予正氏，因此正氏成為大宮司。之後仕於大內義興，因為與尼子氏和大野氏戰鬥而在出雲和安藝轉戰。
在1527年收弟弟氏續為猶子並讓出大宮司的家督之位。1528年，在義興死後仕於大內義隆，此時因為從義隆處得到周防黑川鄉而改名為黑川隆尚。不久後把弟弟氏續除去並再次成為家督。正氏有庶子氏貞，但是在死前的1547年把家督讓予猶子氏男並隱居，在同年死去。
但是有說法指死去年份是1551年，如果這個説法是正確的話，正氏應該是為同年死去的義隆殉死。